# Nati nel 1992/Ottobre
| Questa pagina contiene informazioni ricavate automaticamente dalle voci biografiche con l'ausilio del template Bio e di un bot. L'aggiornamento è periodico e automatico e ricostruisce completamente la pagina. Se manca una persona in questa lista, sei pregato di non aggiungerla, ma accertati piuttosto che la sua voce biografica contenga il template Bio e che i dati anagrafici siano correttamente compilati. Se il template Bio manca, inseriscilo tu stesso o, in alternativa, metti l'avviso {{tmp\|Bio}} che ne segnala la mancanza. Se i dati riportati sono sbagliati, correggi direttamente la voce biografica; le modifiche saranno visibili in questa lista entro pochi giorni. Per chiarimenti vedi il progetto biografie. La lista contiene solo le 454 persone che sono citate nell'enciclopedia e per le quali è stato implementato correttamente il template Bio. Pagina aggiornata al 10 ago 2025. |

- 1º ottobre - Maggy Ashmawy, tiratrice a volo egiziana
- 1º ottobre - Xander Bogaerts, giocatore di baseball olandese
- 1º ottobre - Taymir Burnet, velocista olandese
- 1º ottobre - Fabio Caballero, calciatore paraguaiano
- 1º ottobre - Letizia Camera, ex pallavolista italiana
- 1º ottobre - Christian Cruz, calciatore ecuadoriano
- 1º ottobre - Boran Kuzum, attore turco
- 1º ottobre - Glebs Kļuškins, calciatore lettone
- 1º ottobre - Lorenzo Mauldin, giocatore di football americano statunitense
- 1º ottobre - Jeremy Mbakogu, calciatore nigeriano
- 1º ottobre - Simone Rapp, calciatore svizzero
- 1º ottobre - You Je-Young, judoka sudcoreana
- 1º ottobre - Julie Zogg, snowboarder svizzera
- 1º ottobre - Mavzuna Čorieva, pugile tagika
- 2 ottobre - Alisson Becker, calciatore brasiliano
- 2 ottobre - Margaux Fabre, nuotatrice francese
- 2 ottobre - Håvard Holmefjord Lorentzen, pattinatore di velocità su ghiaccio norvegese
- 2 ottobre - Shane Larkin, cestista statunitense
- 2 ottobre - Adriana Leon, calciatrice canadese
- 2 ottobre - Rubén Luna, ex calciatore messicano
- 2 ottobre - Tobias Müller, sciatore freestyle e sciatore alpino tedesco
- 2 ottobre - Elena Nikitina, skeletonista russa
- 2 ottobre - Ezequiel Palacios, pallavolista argentino
- 2 ottobre - Tamara Pochekutova, schermitrice kazaka
- 2 ottobre - Furug Qodirov, ex calciatore tagiko
- 2 ottobre - Nicol Ruprecht, ex ginnasta austriaca
- 2 ottobre - Shanice van de Sanden, calciatrice olandese
- 2 ottobre - Cebio Soukou, calciatore tedesco
- 2 ottobre - Lucy Staniforth, calciatrice inglese
- 2 ottobre - Valentin Tanner, giocatore di curling svizzero
- 2 ottobre - Emelie Wikström, ex sciatrice alpina svedese
- 3 ottobre - Oriana Altuve, calciatrice venezuelana
- 3 ottobre - Rob Kelley, giocatore di football americano statunitense
- 3 ottobre - Lyna Khoudri, attrice algerina
- 3 ottobre - Amor Layouni, calciatore svedese
- 3 ottobre - Jesper Nelin, biatleta svedese
- 3 ottobre - Matatia Paama, calciatore francese
- 3 ottobre - Thibault Peyre, calciatore francese
- 3 ottobre - Levi Randolph, cestista statunitense
- 3 ottobre - Eric Rowe, giocatore di football americano statunitense
- 3 ottobre - Dean Schneider, imprenditore svizzero
- 3 ottobre - Billy Strings, musicista statunitense
- 3 ottobre - Ibtissam Tiskat, cantante e attrice marocchina
- 3 ottobre - Zhang Yiwei, snowboarder cinese
- 4 ottobre - Emre Akbaba, calciatore turco
- 4 ottobre - Génesis Collazo, pallavolista portoricana
- 4 ottobre - Courtney Felinski, pallavolista statunitense
- 4 ottobre - Folcast, cantautore italiano
- 4 ottobre - Gerson Vieira, calciatore brasiliano
- 4 ottobre - Eslam Hamad, pentatleta egiziano
- 4 ottobre - Rupi Kaur, poetessa, scrittrice e illustratrice canadese
- 4 ottobre - Cynthia Mascitto, pattinatrice di short track italiana
- 4 ottobre - Marcus Roberson, giocatore di football americano statunitense
- 4 ottobre - Eleonora Salamon, calciatrice italiana
- 4 ottobre - Khagendra Thapa Magar, nepalese († 2020)
- 4 ottobre - Zhang Xiaoya, pallavolista cinese
- 5 ottobre - Jamiu Alimi, ex calciatore nigeriano
- 5 ottobre - Sven Bärtschi, ex hockeista su ghiaccio svizzero
- 5 ottobre - Kevin Bigler, ex calciatore svizzero
- 5 ottobre - Annika Bruhn, nuotatrice tedesca
- 5 ottobre - Andrij Curikov, calciatore ucraino
- 5 ottobre - Marco Fossati, calciatore italiano
- 5 ottobre - Kamo Hovhannisyan, calciatore armeno
- 5 ottobre - Mercedes Lambre, attrice argentina
- 5 ottobre - Kevin Magnussen, pilota automobilistico danese
- 5 ottobre - Antonella Marrone, calciatrice italiana
- 5 ottobre - Lee Nicholls, calciatore inglese
- 5 ottobre - Christoffer Nyman, calciatore svedese
- 5 ottobre - Cody Zeller, cestista statunitense
- 6 ottobre - Ibrahima Camara, ex calciatore guineano
- 6 ottobre - Malik Dime, cestista senegalese
- 6 ottobre - Shea Ili, cestista neozelandese
- 6 ottobre - Ellen Jansen, calciatrice olandese
- 6 ottobre - Timothy Knüttel, giocatore di football americano statunitense
- 6 ottobre - Marios Oikonomou, ex calciatore greco
- 6 ottobre - Pevita Pearce, attrice indonesiana
- 6 ottobre - Daan Rienstra, calciatore olandese
- 6 ottobre - Yair Rodríguez, artista marziale misto messicano
- 6 ottobre - Youssef Toutouh, ex calciatore danese
- 6 ottobre - Bruno Valdez, calciatore paraguaiano
- 7 ottobre - Mookie Betts, giocatore di baseball statunitense
- 7 ottobre - Victor Ciobanu, lottatore moldavo
- 7 ottobre - Will Cummings, cestista statunitense
- 7 ottobre - Tomáš Drahovský, giocatore di calcio a 5 slovacco
- 7 ottobre - Cosimo Figliomeni, calciatore italiano
- 7 ottobre - Tori Franklin, triplista statunitense
- 7 ottobre - John Jordan, cestista statunitense
- 7 ottobre - Pol Llonch, calciatore spagnolo
- 7 ottobre - David Ochieng, calciatore keniota
- 7 ottobre - Philipp Ospelt, calciatore liechtensteinese
- 7 ottobre - Ezequiel Palomeque, calciatore colombiano
- 7 ottobre - Kirill Zaika, calciatore russo
- 8 ottobre - Ahmed Juma, calciatore bahreinita
- 8 ottobre - Lucas Alario, calciatore argentino
- 8 ottobre - Francisco Cubelos, canoista spagnolo
- 8 ottobre - Elliot Daly, rugbista a 15 britannico
- 8 ottobre - Jasmin Eder, calciatrice austriaca
- 8 ottobre - Viktor Gaddefors, cestista svedese
- 8 ottobre - Chelsea Gray, cestista statunitense
- 8 ottobre - Daniel Johnson, calciatore giamaicano
- 8 ottobre - Maria João Koehler, tennista portoghese
- 8 ottobre - Nick Kuipers, calciatore olandese
- 8 ottobre - Lidzija Marozava, tennista bielorussa
- 8 ottobre - Mangok Mathiang, cestista sudsudanese
- 8 ottobre - Alexandria Mills, modella statunitense
- 8 ottobre - Kevin Mwamba, giocatore di football americano francese
- 8 ottobre - Terran Petteway, cestista statunitense
- 8 ottobre - Giandomenico Salvadori, fondista italiano
- 8 ottobre - Yunus Sonsırma, cestista turco
- 9 ottobre - Askar Askarov, artista marziale misto russo
- 9 ottobre - Edina Begić, pallavolista bosniaca
- 9 ottobre - Mateo Bustos, calciatore argentino
- 9 ottobre - Manuel Cappai, pugile italiano
- 9 ottobre - Mirco Casassa, giocatore di calcio a 5 italiano
- 9 ottobre - Marchánt Davis, attore statunitense
- 9 ottobre - Kristijan Dobras, calciatore austriaco
- 9 ottobre - Deon Edwin, cestista americo-verginiano
- 9 ottobre - Jerian Grant, cestista statunitense
- 9 ottobre - Valerija Koblova, lottatrice russa
- 9 ottobre - Samantha Mewis, ex calciatrice statunitense
- 9 ottobre - Caleb Ndiku, mezzofondista keniota
- 9 ottobre - Vinko Paradzik, tuffatore svedese
- 9 ottobre - Danica Radenković, pallavolista serba
- 9 ottobre - Marcos Rivadero, calciatore argentino
- 9 ottobre - Mame Thiam, calciatore senegalese
- 9 ottobre - Jay White, wrestler neozelandese
- 9 ottobre - Tyler James Williams, attore statunitense
- 9 ottobre - Bongani Zungu, calciatore sudafricano
- 9 ottobre - Luiz Otávio, calciatore brasiliano
- 10 ottobre - Wilson Akakpo, calciatore ghanese
- 10 ottobre - Álex Alegría, calciatore spagnolo
- 10 ottobre - Albano Aleksi, calciatore albanese
- 10 ottobre - Jano Ananidze, ex calciatore georgiano
- 10 ottobre - Gabrielle Aplin, cantautrice e produttrice discografica inglese
- 10 ottobre - Giuseppa Bassano, calciatrice italiana
- 10 ottobre - Teddy Bridgewater, giocatore di football americano statunitense
- 10 ottobre - Anthony Brown, cestista statunitense
- 10 ottobre - Coralie Demay, pistard e ciclista su strada francese
- 10 ottobre - Ryan Fredericks, ex calciatore inglese
- 10 ottobre - Roquez Johnson, cestista statunitense
- 10 ottobre - Makuntima Kisombe, calciatore della Repubblica Democratica del Congo
- 10 ottobre - Cody Latimer, giocatore di football americano statunitense
- 10 ottobre - Mosa Lebusa, calciatore sudafricano
- 10 ottobre - Marc-André Leclerc, alpinista canadese († 2018)
- 10 ottobre - Linda Martinuzzo, pallavolista italiana
- 10 ottobre - John McCrea, attore britannico
- 10 ottobre - Isaac Muleme, calciatore ugandese
- 10 ottobre - Riccardo Russo, pilota motociclistico italiano
- 10 ottobre - Paolo Simion, ex ciclista su strada e pistard italiano
- 10 ottobre - Alek Skarlatos, ex militare statunitense
- 10 ottobre - Armend Thaçi, calciatore kosovaro
- 10 ottobre - Elena Viviani, pattinatrice di short track italiana
- 11 ottobre - Jean-Daniel Akpa-Akpro, calciatore ivoriano
- 11 ottobre - Cardi B, rapper e personaggio televisivo statunitense
- 11 ottobre - Spencer Butterfield, cestista statunitense
- 11 ottobre - Blessing Ibrahim, triplista nigeriana
- 11 ottobre - Tamyra Mensah, lottatrice statunitense
- 11 ottobre - Emilia Pikkarainen, ex nuotatrice finlandese
- 11 ottobre - Abbas Qali, nuotatore kuwaitiano
- 11 ottobre - Kareem Valentine, ex nuotatore antiguo-barbudano
- 11 ottobre - Ivan Varone, calciatore italiano
- 12 ottobre - Gary Bell, ex cestista statunitense
- 12 ottobre - Christofer Gonzáles, calciatore peruviano
- 12 ottobre - Matteo Grandi, calciatore italiano
- 12 ottobre - Josh Hutcherson, attore statunitense
- 12 ottobre - Valerij Kičin, calciatore kirghiso
- 12 ottobre - Aaron Long, calciatore statunitense
- 12 ottobre - Qara Qarayev, calciatore azero
- 12 ottobre - Giordano Ronci, ex sciatore alpino italiano
- 12 ottobre - Stian Saugestad, ex sciatore alpino norvegese
- 13 ottobre - Modou Barrow, calciatore gambiano
- 13 ottobre - Tre' Coggins, ex cestista statunitense
- 13 ottobre - Jacob Conde, ex calciatore statunitense
- 13 ottobre - Aaron Dismuke, doppiatore statunitense
- 13 ottobre - Manuel Feller, sciatore alpino austriaco
- 13 ottobre - Nadine Kostner, ex saltatrice con gli sci italiana
- 13 ottobre - Arthur Maia, calciatore brasiliano († 2016)
- 13 ottobre - Sam Mikulak, ginnasta statunitense
- 13 ottobre - Alfa Ntiallo, cestista guineano
- 13 ottobre - Marko Pajić, cestista sloveno
- 13 ottobre - Sarah Puntigam, calciatrice austriaca
- 13 ottobre - Shelby Rogers, ex tennista statunitense
- 13 ottobre - Carly Wopat, pallavolista statunitense
- 13 ottobre - Roei Zikri, calciatore israeliano
- 14 ottobre - Ürfan Abbasov, calciatore azero
- 14 ottobre - Sylvain André, ciclista di BMX francese
- 14 ottobre - Laura Benkarth, calciatrice tedesca
- 14 ottobre - Gustavo Cuéllar, calciatore colombiano
- 14 ottobre - Arne De Tremerie, attore belga
- 14 ottobre - Ryan Murphy, ex giocatore di football americano statunitense
- 14 ottobre - Ahmed Musa, calciatore nigeriano
- 14 ottobre - Michel-Ofik Nzege, cestista svizzero
- 14 ottobre - Savannah Outen, cantante statunitense
- 14 ottobre - Birgit Platzer, slittinista austriaca
- 14 ottobre - Jiří Procházka, artista marziale misto ceco
- 14 ottobre - Rodney Pryor, cestista statunitense
- 14 ottobre - Sim Seong-yeong, cestista sudcoreana
- 14 ottobre - Bikramjit Singh, calciatore indiano
- 14 ottobre - William Still, allenatore di calcio belga
- 15 ottobre - Darius Carter, cestista statunitense
- 15 ottobre - Spencer Drango, giocatore di football americano statunitense
- 15 ottobre - Sarah Engels, cantante e personaggio televisivo tedesca
- 15 ottobre - Francesco Fedato, calciatore italiano
- 15 ottobre - Álex Fernández, calciatore spagnolo
- 15 ottobre - Teoscar Hernández, giocatore di baseball dominicano
- 15 ottobre - Mike van der Hoorn, calciatore olandese
- 15 ottobre - Marko Klisura, calciatore serbo
- 15 ottobre - Tyler Kroft, giocatore di football americano statunitense
- 15 ottobre - Angus MacDonald, calciatore inglese
- 15 ottobre - Alice Mariani, danzatrice italiana
- 15 ottobre - Vincent Martella, attore e doppiatore statunitense
- 15 ottobre - Nemanja Mitrovič, ex calciatore sloveno
- 15 ottobre - Jordan Phillips, giocatore di football americano statunitense
- 15 ottobre - Matteo Piciollo, calciatore italiano
- 15 ottobre - Clarissa Romanzi, calciatrice italiana
- 15 ottobre - Abdoulaye Sané, calciatore senegalese
- 15 ottobre - Aleksandr Tumasyan, ex calciatore armeno
- 15 ottobre - Jaŭhen Šykaŭka, calciatore bielorusso
- 16 ottobre - Rika Adachi, attrice giapponese
- 16 ottobre - Dominique Badji, calciatore senegalese
- 16 ottobre - Sarah Bettles, arciere britannica
- 16 ottobre - Kōstas Fortounīs, calciatore greco
- 16 ottobre - Ncuti Gatwa, attore ruandese
- 16 ottobre - Viktorija Golubic, tennista svizzera
- 16 ottobre - Marcel Henrique Garcia Alves Pereira, ex calciatore brasiliano
- 16 ottobre - Angel Grănčov, calciatore bulgaro
- 16 ottobre - Bryce Harper, giocatore di baseball statunitense
- 16 ottobre - Kareem Jamar, ex cestista statunitense
- 16 ottobre - Marko Jošilo, cestista serbo
- 16 ottobre - Mario Morina, ex calciatore albanese
- 16 ottobre - Charone Peake, giocatore di football americano statunitense
- 16 ottobre - Kyler Pettis, attore statunitense
- 16 ottobre - Mario Russo, attore e musicista italiano
- 16 ottobre - Rikenette Steenkamp, ostacolista sudafricana
- 16 ottobre - Miku Torigoe, ex pallavolista giapponese
- 17 ottobre - Jacob Artist, attore e ballerino statunitense
- 17 ottobre - Andrej Bogdanov, slittinista russo
- 17 ottobre - Jakov Filipović, calciatore croato
- 17 ottobre - Anthony Gill, cestista statunitense
- 17 ottobre - Adam Marušić, calciatore montenegrino
- 17 ottobre - Richaud Pack, cestista statunitense
- 17 ottobre - Pietro Roffi, fisarmonicista e compositore italiano
- 18 ottobre - Rushell Clayton, ostacolista giamaicana
- 18 ottobre - Gökay Iravul, calciatore turco
- 18 ottobre - Barry Keoghan, attore irlandese
- 18 ottobre - David Kiprotich Bett, mezzofondista keniota
- 18 ottobre - Trey Lewis, cestista statunitense
- 18 ottobre - Spencer Lofranco, attore canadese
- 18 ottobre - Philemon Otieno, calciatore keniota
- 18 ottobre - Eva Rupnik, cestista slovena
- 18 ottobre - Nigel Westbrooks, giocatore di football americano statunitense
- 18 ottobre - Davit Čakvetadze, lottatore georgiano
- 19 ottobre - Lil Durk, rapper statunitense
- 19 ottobre - Arcëm Bykaŭ, calciatore bielorusso
- 19 ottobre - Robert Gojani, calciatore svedese
- 19 ottobre - Gegham Kadimyan, calciatore armeno
- 19 ottobre - Kim Ji-won, attrice sudcoreana
- 19 ottobre - Conor McDermott, giocatore di football americano statunitense
- 19 ottobre - Nemanja Nikolić, calciatore serbo
- 19 ottobre - Kola, cantante ucraina
- 19 ottobre - Ihor Radivilov, ginnasta ucraino
- 19 ottobre - Elisa Stefanazzi, calciatrice italiana
- 19 ottobre - Janek Sternberg, calciatore tedesco
- 19 ottobre - Tobias Thomsen, calciatore danese
- 19 ottobre - David Turpel, calciatore lussemburghese
- 19 ottobre - Johannes Vall, calciatore svedese
- 19 ottobre - Jacarra Winchester, lottatrice statunitense
- 20 ottobre - Anthony Akumu, calciatore keniota
- 20 ottobre - Dairon Blanco, calciatore cubano († 2020)
- 20 ottobre - Mattia De Sciglio, calciatore italiano
- 20 ottobre - John Egan, calciatore irlandese
- 20 ottobre - Ha Yoon-kyung, attrice sudcoreana
- 20 ottobre - Jeremy Hill, giocatore di football americano statunitense
- 20 ottobre - Kevin Hogan, giocatore di football americano statunitense
- 20 ottobre - Rodney Hood, cestista statunitense
- 20 ottobre - Kristian Ipsen, tuffatore statunitense
- 20 ottobre - Danielle Kang, golfista statunitense
- 20 ottobre - Mohamed Konaté, calciatore maliano
- 20 ottobre - Liis Lemsalu, cantante estone
- 20 ottobre - Li Maocuo, marciatrice cinese
- 20 ottobre - Franco López, calciatore uruguaiano
- 20 ottobre - Rafael Morillo, giocatore di calcio a 5 venezuelano
- 20 ottobre - Samuele Muglia, hockeista su pista italiano
- 20 ottobre - Brian Poole, giocatore di football americano statunitense
- 20 ottobre - Klemen Prepelič, cestista sloveno
- 20 ottobre - Ksenija Semënova, ex ginnasta russa
- 20 ottobre - Kayla Thornton, cestista statunitense
- 20 ottobre - Joshua Titima, calciatore zambiano
- 20 ottobre - Kyle Wiltjer, cestista statunitense
- 20 ottobre - Mathieu Wojciechowski, cestista francese
- 21 ottobre - Abdoulaye Diallo, calciatore senegalese
- 21 ottobre - Mason Grimes, ex calciatore statunitense
- 21 ottobre - Dominique Fred, calciatore vanuatuano
- 21 ottobre - Olmes García, calciatore colombiano
- 21 ottobre - Lukas Jonsson, calciatore svedese
- 21 ottobre - Can Korkmaz, cestista turco
- 21 ottobre - Damion Lee, cestista statunitense
- 21 ottobre - Claudia Mandia, arciera italiana
- 21 ottobre - Alex Andrew Murray, calciatore guyanese
- 21 ottobre - Hari Nef, attrice, modella e scrittrice statunitense
- 21 ottobre - Ángelo Pizzorno, calciatore uruguaiano
- 21 ottobre - Greg Robinson, giocatore di football americano statunitense
- 21 ottobre - Bernard Tomić, tennista australiano
- 21 ottobre - Artëm Vichrov, cestista russo
- 22 ottobre - 21 Savage, rapper e produttore discografico britannico
- 22 ottobre - William Barbio, calciatore brasiliano
- 22 ottobre - Arnas Butkevičius, cestista lituano
- 22 ottobre - Khassa Camara, calciatore francese
- 22 ottobre - Nnanna Egwu, ex cestista nigeriano
- 22 ottobre - Carrie Hope Fletcher, attrice teatrale britannica
- 22 ottobre - Caolan Lavery, ex calciatore nordirlandese
- 22 ottobre - Samantha Logic, cestista statunitense
- 22 ottobre - Christoph Monschein, calciatore austriaco
- 22 ottobre - Solomon Mutai, maratoneta ugandese
- 22 ottobre - Moses Oloya, calciatore ugandese
- 22 ottobre - Rubén Pardo, calciatore spagnolo
- 22 ottobre - Daniel Pinillos, calciatore spagnolo
- 22 ottobre - Honey Cocaine, rapper canadese
- 22 ottobre - Jon-Helge Tveita, calciatore norvegese
- 22 ottobre - Sofia Vassilieva, attrice, modella e doppiatrice statunitense
- 23 ottobre - Javier Correa, calciatore argentino
- 23 ottobre - Brett DelBuono, attore statunitense
- 23 ottobre - Sasha DiGiulian, arrampicatrice statunitense
- 23 ottobre - Lewis Enoh, calciatore camerunese
- 23 ottobre - Caique Ferreira da Silva Leite, calciatore brasiliano
- 23 ottobre - Oleksandr Filippov, calciatore ucraino
- 23 ottobre - Julija Galyševa, sciatrice freestyle kazaka
- 23 ottobre - Thomas Kaminski, calciatore belga
- 23 ottobre - Volodymyr Kostevyč, calciatore ucraino
- 23 ottobre - Giulia Mastalli, calciatrice italiana
- 23 ottobre - Álvaro Morata, calciatore spagnolo
- 23 ottobre - Michael Ngoo, calciatore inglese
- 23 ottobre - Alexander Nilsson, ex calciatore svedese
- 23 ottobre - Eduard Romanjuta, cantante e flautista ucraino
- 23 ottobre - Sérgio Raphael, calciatore brasiliano
- 23 ottobre - Drew Spence, calciatrice britannica
- 23 ottobre - Ryan Stassel, ex snowboarder statunitense
- 23 ottobre - Tomané, calciatore portoghese
- 23 ottobre - Evgenij Černov, calciatore russo
- 23 ottobre - Nemanja Žunić, giocatore di football americano serbo
- 24 ottobre - Tadelech Bekele, maratoneta etiope
- 24 ottobre - Omar Colley, calciatore gambiano
- 24 ottobre - Filippo Contri, attore italiano
- 24 ottobre - Uroš Ćosić, calciatore serbo
- 24 ottobre - Ding Liren, scacchista cinese
- 24 ottobre - Thelma Fardin, attrice argentina
- 24 ottobre - Phil Greene, cestista statunitense
- 24 ottobre - Lazar Ivić, calciatore serbo
- 24 ottobre - Florian Kainz, calciatore austriaco
- 24 ottobre - Mariana Larroquette, calciatrice argentina
- 24 ottobre - Nicolas Saint-Ruf, calciatore francese
- 24 ottobre - Alexander Scholz, calciatore danese
- 24 ottobre - Charlie Vickers, attore australiano
- 24 ottobre - Shelina Zadorsky, calciatrice canadese
- 25 ottobre - Clarisse Agbegnenou, judoka francese
- 25 ottobre - Chris Conley, ex giocatore di football americano statunitense
- 25 ottobre - Moisés Corozo, calciatore ecuadoriano
- 25 ottobre - Paulína Fialková, biatleta slovacca
- 25 ottobre - Davide Formolo, ciclista su strada italiano
- 25 ottobre - Jernade Meade, calciatore montserratiano
- 25 ottobre - Sulley Muniru, ex calciatore ghanese
- 25 ottobre - Nina Premasunac, cestista croata
- 25 ottobre - Sergej Ridzik, sciatore freestyle russo
- 25 ottobre - Shakir Smith, cestista statunitense
- 25 ottobre - Jewel Tunstull, cestista statunitense
- 25 ottobre - Ayça Ayşin Turan, attrice turca
- 26 ottobre - Mayada Al-Sayad, maratoneta e mezzofondista palestinese
- 26 ottobre - Yannick Bellechasse, calciatore francese
- 26 ottobre - Takudzwa Chimwemwe, calciatore zimbabwese
- 26 ottobre - Nigel Dabinyaba, calciatore papuano
- 26 ottobre - Ulysse Diallo, calciatore maliano
- 26 ottobre - Seriton Fernandes, calciatore indiano
- 26 ottobre - Wheezy, produttore discografico e cantautore statunitense
- 26 ottobre - Johnny Gorman, ex calciatore nordirlandese
- 26 ottobre - Ayşegül Günay, cestista turca
- 26 ottobre - Jella Haase, attrice tedesca
- 26 ottobre - Lido, cantante norvegese
- 26 ottobre - Michael van der Mark, pilota motociclistico olandese
- 26 ottobre - Bruno Melo, calciatore brasiliano
- 26 ottobre - Miloš Milisavljević, calciatore serbo
- 26 ottobre - Oliver Norburn, calciatore grenadino
- 26 ottobre - Keila Rodríguez, pallavolista portoricana
- 27 ottobre - Preston Brown, giocatore di football americano statunitense
- 27 ottobre - Iuri Capelo, calciatore macaense
- 27 ottobre - Stephan El Shaarawy, calciatore italiano
- 27 ottobre - Karolína Erbanová, pattinatrice di velocità su ghiaccio ceca
- 27 ottobre - Álvaro García Rivera, calciatore spagnolo
- 27 ottobre - Simon Gbegnon, calciatore togolese
- 27 ottobre - Kadeem Jack, cestista statunitense
- 27 ottobre - Žiga Kous, calciatore sloveno
- 27 ottobre - Romário Marques Rodrigues, calciatore brasiliano
- 27 ottobre - John Petrucelli, cestista statunitense
- 27 ottobre - Aleksej Vatutin, tennista russo
- 28 ottobre - Andrew Adams, giocatore di football americano statunitense
- 28 ottobre - Patrick Bauer, calciatore tedesco
- 28 ottobre - Maria Borges, modella angolana
- 28 ottobre - Dominez Burnett, cestista statunitense
- 28 ottobre - Riccardo Gnata, hockeista su pista italiano
- 28 ottobre - Kimin Kim, danzatore sudcoreano
- 28 ottobre - Deon Lendore, velocista trinidadiano († 2022)
- 28 ottobre - Vivienne Medrano, animatrice, regista e produttrice televisiva statunitense
- 28 ottobre - Hamdi Nagguez, calciatore tunisino
- 28 ottobre - Josman, rapper francese
- 28 ottobre - Jessica Rosenthal, politica tedesca
- 28 ottobre - Anna-Carina Woitschack, cantante tedesca
- 29 ottobre - Colten Brewer, giocatore di baseball statunitense
- 29 ottobre - Evan Fournier, cestista francese
- 29 ottobre - Nick Frisby, rugbista a 15 australiano
- 29 ottobre - Cornelia Hütter, sciatrice alpina austriaca
- 29 ottobre - Juan Eduardo Lescano, calciatore argentino
- 29 ottobre - Emīls Liepiņš, ciclista su strada lettone
- 29 ottobre - Dmitrij Tichij, calciatore russo
- 29 ottobre - Recep Topal, lottatore turco
- 29 ottobre - Osman Menezes Venâncio Júnior, calciatore brasiliano
- 30 ottobre - Gökçe Akyıldız, attrice turca
- 30 ottobre - Baek Soo-hee, attrice sudcoreana
- 30 ottobre - Johnny Berhanemeskel, cestista canadese
- 30 ottobre - Riccardo Berti Lorenzi, giocatore di calcio a 5 e ex calciatore italiano
- 30 ottobre - Florencia Borelli, mezzofondista argentina
- 30 ottobre - Ka'Deem Carey, giocatore di football americano statunitense
- 30 ottobre - Quirino De Laurentiis, cestista italiano
- 30 ottobre - Anás El Ayyane, giocatore di calcio a 5 marocchino
- 30 ottobre - Jorge Fonseca, judoka portoghese
- 30 ottobre - Lyndsey Fry, hockeista su ghiaccio statunitense
- 30 ottobre - Jakeem Grant, giocatore di football americano statunitense
- 30 ottobre - Małgorzata Hołub, velocista polacca
- 30 ottobre - Jong Il-gwan, calciatore nordcoreano
- 30 ottobre - Ronald Levy, ostacolista giamaicano
- 30 ottobre - Édouard Louis, scrittore francese
- 30 ottobre - Tim Merlier, ciclista su strada e ciclocrossista belga
- 30 ottobre - Jean-Pierre Morgan, calciatore francese
- 30 ottobre - Alfons Nieto, attore spagnolo
- 30 ottobre - Greeicy Rendón, cantante, attrice e ballerina colombiana
- 30 ottobre - Tequan Richmond, attore statunitense
- 30 ottobre - Jacob Templar, ex giocatore di football americano australiano
- 30 ottobre - Adnane Tighadouini, ex calciatore olandese
- 30 ottobre - Valentin Zoungrana, calciatore ivoriano
- 31 ottobre - Romeo D'Anna, hockeista su pista italiano
- 31 ottobre - Jessica Davis, bobbista e velocista statunitense
- 31 ottobre - Justin Edwards, cestista canadese
- 31 ottobre - Andrea Gámiz, tennista venezuelana
- 31 ottobre - Tobias Kainz, calciatore austriaco
- 31 ottobre - Grant Kekana, calciatore sudafricano
- 31 ottobre - Ally Malott, ex cestista statunitense
- 31 ottobre - Vanessa Marano, attrice statunitense
- 31 ottobre - Madison McLeish, ex sciatrice alpina e sciatrice freestyle canadese
- 31 ottobre - Dario Melnjak, calciatore croato
- 31 ottobre - Vasile Mogoș, calciatore rumeno
- 31 ottobre - Zibane Ngozi, velocista botswano
- 31 ottobre - Ayanda Patosi, ex calciatore sudafricano
- 31 ottobre - Mario Sampirisi, calciatore italiano
- 31 ottobre - Seo Yi-ra, pattinatore di short track sudcoreano
- 31 ottobre - Teezo Touchdown, rapper statunitense
- 31 ottobre - Đukan Đukanović, cestista serbo